# Климов, Константин Юрьевич
Константин Юрьевич Климов (30 апреля 1951, Москва — 8 января 1982) — советский хоккеист, нападающий, двукратный чемпион СССР, мастер спорта СССР.

## Биография
Константин Климов начинал играть в хоккей в 1962 году в московском клубе «Торпедо», а в 1966—1967 годах выступал за молодёжную команду ЦСКА.
В 1967—1973 годах выступал за команду «Спартак» (Москва), забросив 50 шайб в 137 матчах чемпионата СССР. За это время в составе своей команды он один раз (в 1969 году) становился чемпионом СССР, три раза — серебряным призёром и один раз — бронзовым призёром чемпионата СССР. В «Спартаке» его партнёрами по тройке нападения были Виктор Ярославцев и Геннадий Крылов.
В 1973—1976 и 1977—1979 годах выступал за команду «Крылья Советов» (Москва), забросив 65 шайб в 151 матче чемпионата СССР. В составе «Крыльев Советов» Климов один раз (в 1974 году) становился чемпионом СССР, один раз — серебряным призёром и один раз — бронзовым призёром чемпионата СССР. В 1974 году он вошёл в число лучших хоккейных игроков сезона.
В 1976—1977 годах провёл один сезон в составе команды СКА (Ленинград), забросив 15 шайб в 32 матчах чемпионата СССР.
В 1973—1975 годах он также выступал за сборную СССР, в составе которой провёл 12 матчей и забросил две шайбы. В частности, он сыграл в ряде матчей на турнирах на призы газеты «Известия», а также принимал участие в суперсерии СССР — Канада 1974 года. Также выступал за вторую сборную СССР по хоккею.
Погиб в автомобильной катастрофе 8 января 1982 года. Похоронен на Кузьминском кладбище в Москве (44-й участок).

## Достижения
- Победитель турнира на призы газеты «Известия» (в составе сборной СССР) — 1973[14].
- Чемпион СССР по хоккею — 1969, 1974[1][2].
- Серебряный призёр чемпионата СССР — 1968, 1970, 1973, 1975[1][2].
- Бронзовый призёр чемпионата СССР — 1972, 1978[1].
- Обладатель Кубка СССР — 1970, 1971, 1974[2].
- Чемпион зимней Спартакиады народов РСФСР — 1970[2].